# 切爾韋尼亞鄉
43°50′N 25°28′E / 43.833°N 25.467°E
切爾韋尼亞鄉（羅馬尼亞語：Comuna Cervenia, Teleorman），是羅馬尼亞的鄉份，位於該國南部，由特列奧爾曼縣負責管轄，面積59平方公里，海拔高度34米，2007年人口3,165，人口密度每平方公里54人。